# مدرنایزر
مدرنایزر یک کتابخانهٔ جاوااسکریپت برای نمایش صحیح HTML5 و CSS3 در مرورگرهای مختلف است.